# پارواتی ۲۸۴۷
سیارک ۲۸۴۷ (به انگلیسی: 2847 Parvati، نامگذاری:1959CC1) دو هزار و هشتصد و چهل و هفتمین سیارک کشف شده‌است که در ۱ فوریه ۱۹۵۹ کشف شد.
قدر مطلق سیارک برابر ۱۲٫۵۰ است.